# Апуре (река)
Апу́ре (исп. Apure; в верховьях Урибанте) — река на юго-западе Венесуэлы, левый приток южноамериканской реки Ориноко, протекающий по большей части через льянос.
Протяжённость реки Апуре составляет 1580 километров, площадь бассейна 147 000 км², средний расход воды ≈ 2000 м³/с.
Река берёт начало на высоте 1195 метров над уровнем моря в горах Кордильера-де-Мерида под названием Урибанте. Протекает с запада на восток по низменности Льянос-Ориноко. Впадает в Ориноко несколькими рукавами с левой стороны на высоте 22 метров над уровнем моря. Апуре весьма многоводна в сезон дождей — с мая до октября-ноября; для неё характерны бурные паводки.
Согласно Энциклопедическому словарю Брокгауза и Ефрона: «К концу дождливого времени года его уровень поднимается на 12 метров; прилегающая область представляет после стока воды прекраснейшие луга». Там же сказано, что по имени реки был назван один из штатов страны.
Река Апуре является важной транспортной артерией региона. Судоходна в период дождей на 1400 километров, в сухой сезон — до места впадения левого притока — реки Португеса, у которого находится город Сан-Фернандо-де-Апуре.